# Darracq
Automobiles Darracq S.A. je nekdanje francoska avtomobilsko podjetje, ki ga je leta 1896 ustanovil Alexandre Darracq. Leta 1913 ga je zaradi finančnih težav prodal britanskemu finančnemu konzorciju. Leta 1919 je Darracq prevzel Talbot, katerega modeli so dobili oznako Talbot-Darracq, leta 1920 je Darracq postal del novooblikovane družbe Sunbeam-Talbot-Darracq, leta 1935 pa je podjetje kupila družba Rootes Group.

## Motošport

### Dirke za Veliko nagrado
Dirkači tovarniškega moštva so med sezonama 1901 in 1908 zabeležili 101 nastop na dirkah za Veliko nagrado, na katerih so dosegli šest zmag in deset uvrstitev na stopničke. Zmage so dosegli Paul Baras na Dirki po Ardenih 1903 v razredu lahkih dirkalnikov, na isti dirki je Louis Wagner zmagal v razredu Voiturette. Wagner je zmago ubranil na dirki leta 1905, ko je v elitnem razredu zmagal Victor Hemery. Hemery je zmagal tudi na dirki Vanderbilt Cup 1905, Wagner pa je zmagal na isti dirki leta 1906, kar je bila zadnja zmaga za Darracq. Uvrstitve na stopničke so dosegli še Henry Farman, Marcellin, Jacques Edmond, André Villemain, Arthur Duray, René Hanriot, Victor Demogeot, George in Algernon Lee Guinness.